# Plai, Hunedoara
Plai este un sat în comuna Blăjeni din județul Hunedoara, Transilvania, România.